# Montsuzain
Montsuzain ist eine französische Gemeinde mit 396 Einwohnern (Stand: 1. Januar 2022) im Département Aube in der Region Grand Est; sie gehört zum Arrondissement Troyes und zum Kanton Arcis-sur-Aube. Die Einwohner werden Montsuzanois genannt.

## Geografie
Montsuzain liegt etwa zwölf Kilometer nordnordöstlich von Troyes an der Autoroute A26 und am Fluss Barbuise. Umgeben wird Montsuzain von den Nachbargemeinden Voué im Norden, Ortillon im Nordosten, Chaudrey im Osten und Nordosten, Charmont-sous-Barbuise im Süden und Südosten, Aubeterre im Süden sowie Chapelle-Vallon im Westen.

## Bevölkerungsentwicklung
| Jahr                      | 1962 | 1968 | 1975 | 1982 | 1990 | 1999 | 2006 | 2011 | 2016 |
| Einwohner                 | 225  | 226  | 246  | 241  | 284  | 286  | 329  | 375  | 409  |
| Quelle: Cassini und INSEE |      |      |      |      |      |      |      |      |      |

## Sehenswürdigkeiten
- Kirche Conversion-de-Saint-Paul aus dem 12. Jahrhundert

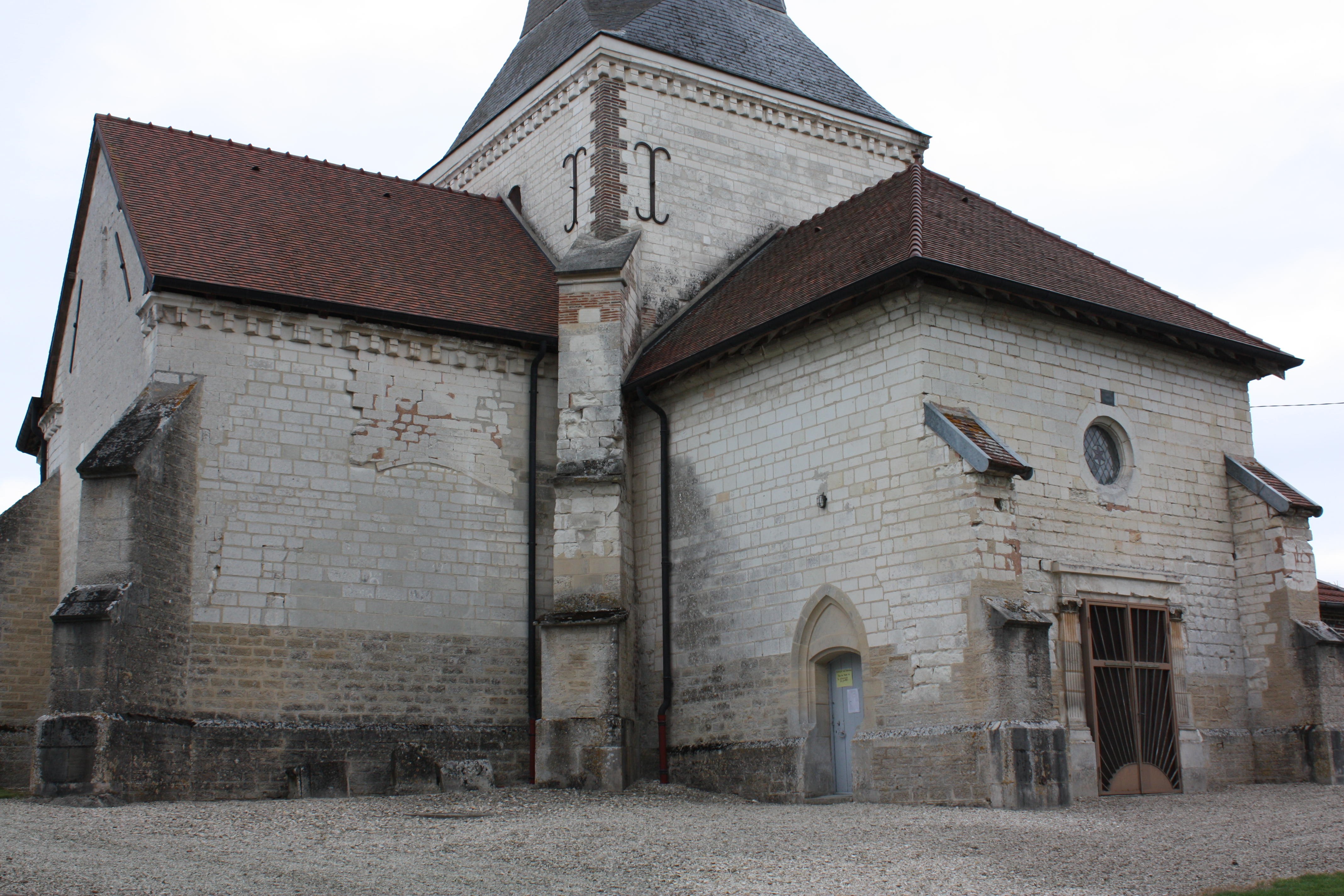
Kirche Conversion-de-Saint-Paul